# Vulcani d'Italia
Di seguito un elenco dei principali vulcani attivi ed estinti presenti in Italia.
| Nome | Altezza                           | Posizione                                      | Ultima eruzione            |
| Nome | metri                             | Coordinate                                     | Ultima eruzione            |
| --- | --------------------------------- | ---------------------------------------------- | -------------------------- |
| Alicudi | 675                               | 38°31′48″N 14°21′36″E                          | 28000 BP                   |
| Monte Amiata | 1738                              | 42°54′00″N 11°37′48″E                          | Pleistocene superiore      |
| Monte Arci | 812                               | 39°46′40.01″N 8°44′42″E                        | Pliocene-Pleistocene       |
| Monti Ernici | 2.064                             | 41°34′48″N 13°19′48″E                          | Pleistocene                |
| Colli Euganei | 601,33                            | 45°18′48.34″N 11°41′21.48″E                    | Eocene                     |
| Campi Flegrei | 458                               | 40°49′37.2″N 14°08′20.4″E                      | 1538                       |
| Campi Flegrei del Mar di Sicilia Empedocle (vulcano)                                                                     | Seamount (-8 m) Seamount (-6/7 m) | 37°06′N 12°42′E                                | 1911 1831                  |
| Capraia | 466                               | 43°01′48″N 9°30′36″E                           | Pliocene                   |
| Colli Albani/Vulcano Laziale                                                                                             | 950                               | 41°43′48″N 12°42′00″E                          | 5000 BP (600 a.C. incerta) |
| Monte Cimino | 1053                              | 42.367°N 12.188°E                              | Pleistocene                |
| Monte Fogliano | 964,5                             | 42°19′33.96″N 12°08′35.52″E                    | Pleistocene                |
| Cupaello | 650                               | 42.43°N 12.93°E                                | Pleistocene                |
| Etna | 3329                              | 37°43′48″N 15°00′00″E                          | 2023 (attivo)              |
| Filicudi (La Sciara, Montagnola - Piano Sardo, Monte Terrione, Monte Guardia, Capo Graziano, Monte Chiumento, Riberosse) | 773                               | 38°34′17″N 14°33′45″E                          | 37000 BP                   |
| Campo vulcanico della baia di Gaeta                                                                                      | Seamount                          | 40°58′40.8″N 13°39′46.8″E                      | Pleistocene                |
| Glabro | Seamount (-100 m)                 | 39°29′56.91″N 15°10′41.34″E                    | 5000 BP (incerta)          |
| Ischia | 789                               | 40°43′48″N 13°58′48″E                          | 1302                       |
| Lago Boracifero | 500                               | 43°15′00″N 10°52′12″E                          | 1282                       |
| Monti Iblei | 986 (Monte Lauro)                 | 37°44′02.4″N 15°00′14.4″E                      | Pleistocene                |
| Lametini | Seamount 1800 m (-650 m)          | 39°05′30″N 15°39′30″E                          | 100000 BP                  |
| Linosa | 195                               | 35°52′48″N 12°22′48″E                          | Pleistocene                |
| Lipari | 602                               | 38°28′48″N 14°57′00″E                          | 1230                       |
| Logudoro | -                                 | 40°34′48″N 8°40′12″E                           | Pleistocene                |
| Magnaghi | Seamount 2635 m (−1465 m)         | 39°51′36″N 12°00′00″E                          | Pliocene                   |
| Marsili | Seamount 3000 m (-450 m)          | 39°15′00″N 14°23′40″E                          | 1050 a.C.                  |
| Oricola-Carsoli | -                                 | 42°09′00″N 13°04′48″E                          | Pleistocene                |
| Panarea | 421                               | 38°37′48″N 15°04′12″E                          | 10000 BP                   |
| Pantelleria | 836                               | 36°46′12″N 12°01′12″E                          | 1891                       |
| Polino | -                                 | 42°34′12″N 12°49′12″E                          | Pleistocene                |
| Isole Ponziane | 280                               | 40°53′05″N 13°19′15″E                          | Pleistocene                |
| Radicofani | -                                 | 42°52′12″N 11°46′12″E                          | Pleistocene                |
| Roccamonfina | 1005                              | 41°18′N 14°54′E                                | 52000 BP                   |
| Monti Sabatini | 612                               | 42°30′N 12°30′E                                | 40000 BP                   |
| Monte Fossa delle Felci                                                                                                  | 965                               | 38°38′06″N 14°52′37.2″E                        | 13000 BP                   |
| Stromboli | 926                               | 38°47′24″N 15°12′36″E                          | 2021 (attivo)              |
| Monti della Tolfa | 633                               | 42°09′03.02″N 11°54′34.31″E                    | Pleistocene                |
| Torre Alfina | -                                 | 42°46′48″N 11°55′12″E                          | Pleistocene                |
| Ustica | 239                               | 38°43′12″N 13°12′00″E                          | 150000 BP                  |
| Vavilov | Seamount 2800 m (-800 m)          | 39°51′30″N 12°35′24″E                          | Pliocene                   |
| San Venanzo | 466                               | 42°51′00″N 12°16′48″E                          | Pleistocene                |
| Vesuvio | 1281                              | 40°49′12″N 14°25′48″E                          | 1944                       |
| Vulcano Vulcanello | 500 123                           | 38°24′13″N 14°57′42″E38°24′14.4″N 14°57′43.2″E | 1890 1550                  |
| Monti Volsini | 690                               | 42°40′N 11°55′E                                | Pleistocene                |
| Monte Vulture | 1326                              | 40°56′54.12″N 15°38′08.33″E                    | 40000 BP                   |
| Monte dei Porri | 860                               | 38°33′55.68″N 14°48′56.11″E                    | Pleistocene                |
| Palinuro | Seamount −70                      | 39°29′04″N 14°49′44″E                          | 8 040 BP                   |

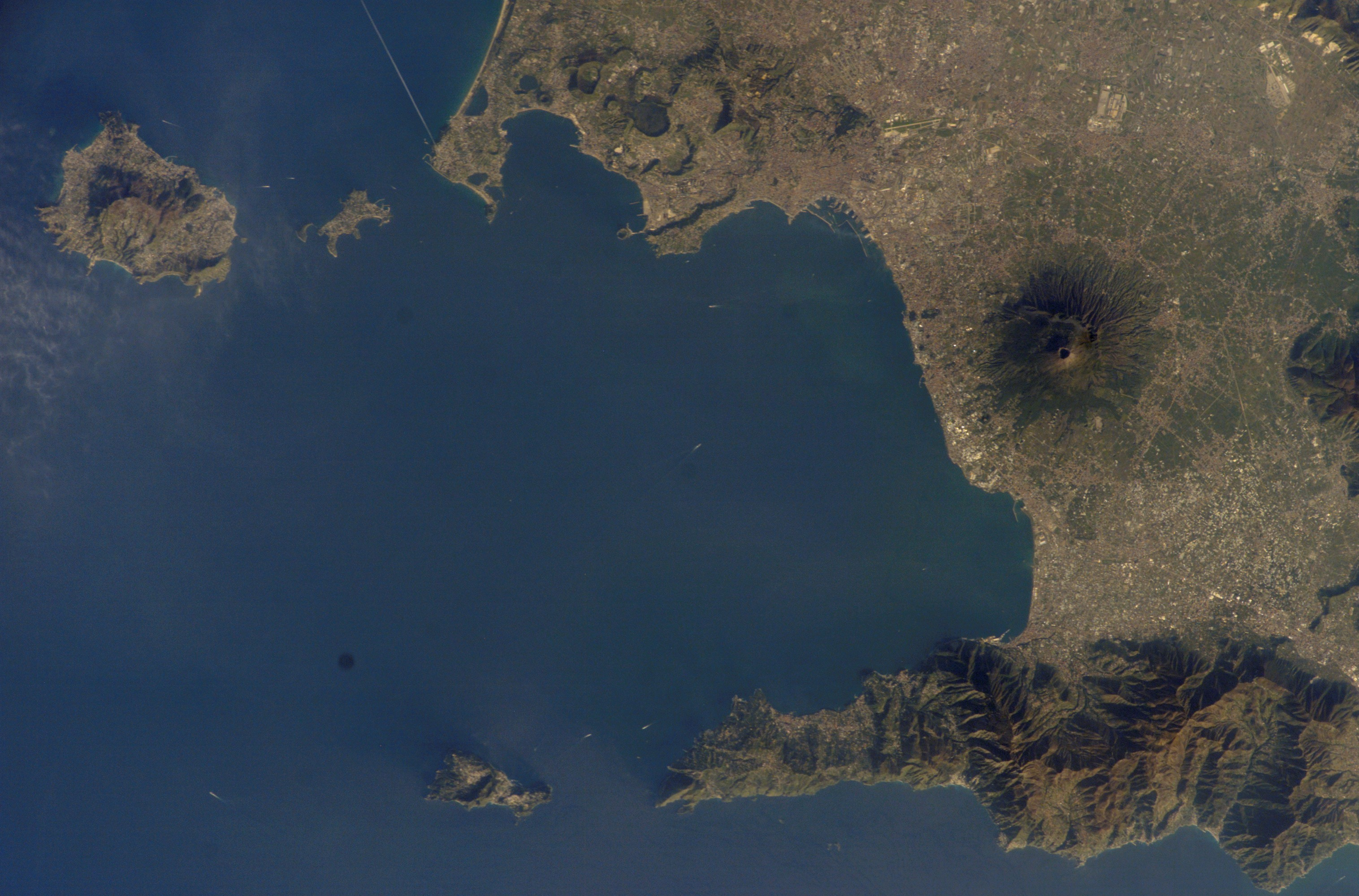
Da sinistra: Ischia, Campi Flegrei e Vesuvio.